# Castillo de Alcantarilha
El Castillo de Alcantarilha era un antiguo complejo militar en la ciudad y la parroquia de Alcantarilha, en el municipio de Silves, distrito de Faro, Portugal. Construido durante el período musulmán y luego ampliado a lo largo de los siglos, el castillo tenía una doble función, tanto para defender el interior del Algarve como para evitar las invasiones de las fuerzas que desembarcaban en la costa. Entró en una fase de decadencia a partir del siglo XVIII, habiendo sobrevivido de la estructura original sólo unos pocos lienzos de murallas.

## Descripción

### Ubicación
Los restos del castillo están situados en el centro histórico de  Alcantarilha, junto a la Rua da Misericórdia, Travessa do Castelo y Largo General Humberto Delgado. En el lugar de la moderna Rua das Palmeiras se encontraron evidencias de un antiguo camino, probablemente utilizado desde los siglos XVI o XVII, cuya ruta pasaba por el castillo.

### Composición y conservación
El castillo en sí mismo consistía en una valla fortificada, que a su altura tenía seis  bastiones, uno en cada vértice, y una puerta principal con un arco.

Debido a varios siglos de destrucción y abandono, el castillo se encuentra en un avanzado estado de degradación, quedando sólo unos pocos tramos de la muralla, parcialmente ocultos por construcciones modernas. El mayor tramo de muralla descubierta se encuentra junto a la Travessa do Castelo, y consiste en pequeñas piedras organizadas de forma irregular, un sistema de construcción totalmente diferente a los encontrados en los castillos islámicos del Algarve. Este tipo de construcción, de piezas de fondeo, es considerado por varios autores como de la época medieval. Junto a la Rua de Nossa Senhora do Carmo, en el lado sudeste, se puede ver la esquina de un baluarte, una de las caras de una daga de piedra caliza que se estrecha desde la base hasta el punto más alto. El anexo de la Travessa do Castelo es un tramo curvo, desgarrado al suroeste por una puerta, y al noroeste por una ventana de unos cuatro metros de altura.
Las murallas del Castillo de Alcantarilha todavía tienen aberturas para siete aspilleras y almenas, lo que demuestra la existencia de un camino, que sin embargo ha desaparecido totalmente. A lo largo del lado este de la Rua do Lagar se encuentra otra sección de la muralla y parte de una torre, en la que se construyó una residencia privada, que todavía conserva su pendiente. Esta torre tiene una estructura similar a otras que se encuentran en las Murallas de Lagos, a saber, las de Santo António, Gafaria, Quartos y Paiol. Este tramo continúa hacia el norte, más allá del cruce con la Rua das Escadinhas do Lagar.
El Castillo de Alcantarilha fue clasificado como Bien de Interés Público por el Decreto nº 129/77, de 29 de septiembre de 1977. Sin embargo, el área de clasificación sólo abarca la mayor sección superviviente de la muralla, aunque se identificó otra parte cerca de la Rua do Lagar, que no estaba sujeta a protección. A pesar de estar casi totalmente destruido, el Castillo de Alcantarilha es considerado uno de los principales monumentos de la ciudad, y de gran importancia en su evolución histórica.

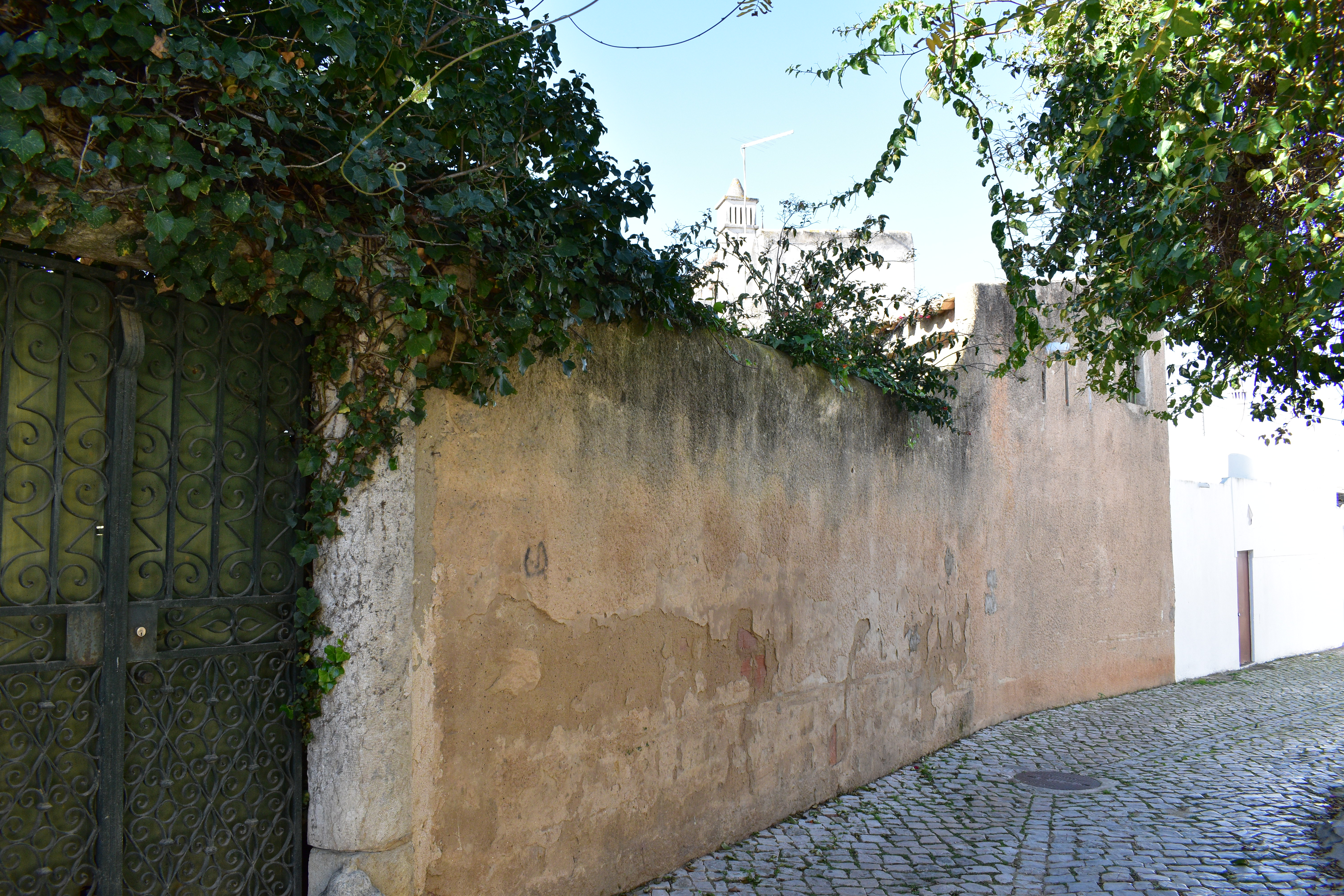
Vestigios de le muralla en la Travessa do Castelo

## Historia

### Antecedentes
El pueblo de Alcantarilha ha estado habitado desde la antigüedad, como puede verse por el gran número de restos arqueológicos encontrados en obras privadas en el centro histórico. El primer asentamiento de Alcantarilha puede haber sido un castro lusitano, ocupado durante el período de transición del neolítico al calcolítico. Puede haber sido conquistado por ejércitos romanos alrededor del año 198 a. C., y utilizado como base militar en relación con el puerto de Armação de Pêra. En este sentido, el castillo fue construido durante el siglo XII.

### Período Islámico y Reconquista
Durante el período islámico, Alcantarilha tuvo una gran importancia desde el punto de vista estratégico, ya que estaba situada cerca de un puente en la carretera entre Faro y Silves, entonces las principales ciudades de la región. De hecho, fue por este puente que el pueblo recibió su nombre, al-qantarâ, que luego fue modificado a Alcantarilha.
En el siglo XIII, Alcantarilha fue conquistada por las fuerzas cristianas de D. Paio Peres Correia, durante el reinado de Alfonso III.
Durante este período, el castillo mantuvo su importancia, por lo que el monarca ordenó que se llevaran a cabo grandes obras en esa fortaleza, siendo uno de los posibles vestigios de esta intervención la forma relativamente ovalada de las calles más altas de Alcantarilha. Según algunos autores, sólo en esta época se construyó el castillo.

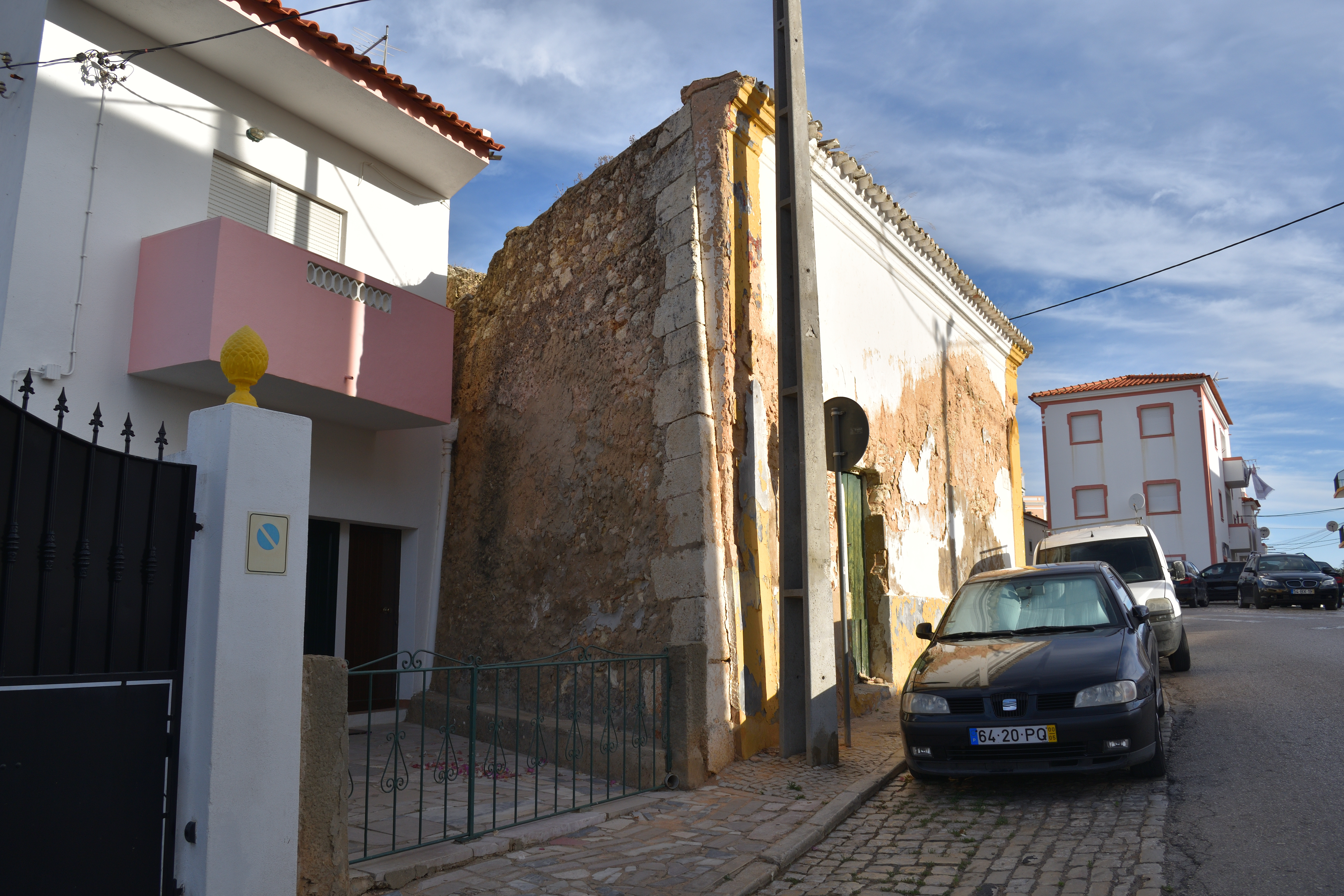
Restos de la muralla, en la Rua de Nossa Senhora do Carmo.

### Siglos XVI  y XVII
En el siglo XVI, posiblemente durante el reinado de D. Juan III, comenzaron las obras de construcción de las murallas de Alcantarilha. Sin embargo, la aldea fue atacada por piratas moros en 1550, cuando fue saqueada, y en 1559, dando lugar al refugio de mujeres y niños en Silves, debido a la falta de defensas. En 1571, el rey [[D.] Sebastião]] ordenó la terminación de los muros, y el 28 de enero de 1573 visitó Alcantarilha durante un viaje al sur del país, para ver si las obras ya habían sido terminadas. El cronista João Cascão, que formaba parte del grupo del rey, escribió que Alcantarilha, una aldea de 150 vecinos, que ahora está rodeada por una muralla en todo su alrededor, y con baluartes en lugares convenientes, porque está cerca de la costa [...] El-Rei entró en la calle principal de la aldea, que estaba llena de gente en una banda y otra, y las ventanas algunas chicas muy similares. y caminó en Alcantarilha viendo el nuevo edificio. En aquella época el Castillo era todavía bastante significativo desde el punto de vista militar, sirviendo para defender tanto el interior de la región, como para prevenir posibles desembarcos de enemigos en la costa. Estas obras modificaron profundamente la estructura del castillo, que perdió así casi por completo su arquitectura islámica original. Algunos investigadores han avanzado la teoría de que el castillo sólo fue construido o reparado en esta época, debido a los anteriores ataques a Alcantarilha. Según el trabajo Corograﬁa do Reino do Algarve, escrito por Frei João de São José en 1577, la zona de Alcantarilha estaba todavía en construcción. En 1621, el ingeniero militar italiano Alexandre Massai describió Alcantarilha en su obra Descrição do Reino do Algarve (Descripción del Reino del Algarve), aconsejando que se terminaran las obras de las murallas, en cuyo momento sólo se terminó el bastión y se hicieron parcialmente las murallas. Según Massai, sólo se habían hecho las lanchas que miraban al mar, no habiéndose completado por falta de fondos. Muchos de los muros acaban de empezar, habiendo aconsejado que se eleven hasta la altura del baluarte existente, utilizando una estructura de piedra y cal. También recomendó que el trabajo se haga en el lado de la tierra, y que se coloque una fosa alrededor de ella, y que se aproveche el apoyo de la población, que se ha puesto a disposición para ayudar en el trabajo. Según la obra de Lívio da Costa Guedes, "Aspectos del Reino del Algarve, en los siglos XVI y XVII", Massai habrá mencionado que "me parece justo tener un lugar digno y merecedor del fin de este magnífico asedio, en lo que respecta al otro lugar sobre Pera, que ambos corren el riesgo de ser asaltados" [...]. [...] y también por la seguridad de las trampas junto a este lugar que son de Pera y Pedra da Galé, donde en la costa está la familia de estos armadores. También informó que Alcantarilha tenía una buena fuerza de milicia, compuesta por 27 hombres a caballo y 221 a pie. Massai dibujó un plano del castillo, que debería tener la forma de un polígono hexagonal, extendiéndose a lo largo de la cresta de la elevación, con parte de los muros orientados al sur, mientras que el resto debería estar rodeado por un foso.
El Castillo fue restaurado nuevamente en 1640, como parte de la Guerra de Restauración de la Independencia.

### sigloXVIII
En el siglo XVIII, el Castillo de Alcantarilha entró en un profundo estado de decadencia, que puede haber sido causado por el Terremoto de 1755. En 1758 el  Marquês de Pombal ordenó a los párrocos que informaran sobre los daños causados por el terremoto. El párroco de Alcantarilha informó de que la iglesia sólo sufrió daños leves, sin hacer referencia a las murallas. Según el Plan Maestro Municipal, el arco de la Puerta de la Aldea habrá sido derribado durante este siglo, y los materiales reutilizados para la construcción del puente sobre la Ribera de Alcantarilha.

### SiglosXIXyXX
En el decenio de 1940, se consideraba que el Castillo de Alcantarilha seguía en buen estado de conservación, aunque la progresiva expansión urbana de la ciudad provocó la destrucción de gran parte de la estructura, ya que el área dentro de las murallas se había modificado profundamente, mientras que grandes partes de la muralla se estaban demoliendo.
En agosto de 1973, el Secretario de Estado de Instrucción y Cultura - Dirección General de Asuntos Culturales envió una carta al municipio de Silves, informándole de que se había tomado la decisión de clasificar el Castillo de Alcantarilha como Bien de Interés Público. En 1974 se inició el proceso para la "Constitución de la servidumbre administrativa del Castillo de Alcantarilha", para proceder a su classiﬁcação, y en el "Jornal do Algarve" del 27 de julio de ese año, apareció el edicto para la creación de la servidumbre administrativa, una zona de protección genérica con 50 m de radio. Sin embargo, se presentaron tres quejas en este proceso, dos de ellas por los propietarios de edificios y terrenos en Alcantarilha, y una tercera por el propietario del propio castillo, que temía no poder construir nuevos edificios o modificar los existentes dentro del área cubierta. Estas quejas fueron respondidas por una carta con fecha 20 de agosto, en la que se informaba que este proceso no impedía la construcción o alteración de los edificios de la zona, sólo que este tipo de trabajo debía ser autorizado por el gobierno. Esta carta también declaraba que, por decisión de la Secretaría de Estado de Cultura y Educación Permanente, las quejas no impedían la clasificación del castillo como Propiedad de Interés Público. El proceso de clasificación del castillo se completó unos dos años más tarde, el 29 de septiembre de 1977.
En 2000, el Castillo fue objeto de trabajos de prospección arqueológica, en el marco del Proyecto de Consolidación de los Perímetros del Valle de la Vila y Alcantarilha, en Silves.

### sigloXXI
En 2011, se realizó un trabajo de seguimiento arqueológico en la Rua das Palmeiras, para tratar de encontrar restos antiguos, e identificar una posible sección de la muralla.
En mayo de 2015, se organizó una recreación histórica en Alcantarilha, para conmemorar la visita real del 28 de enero de 1573.
En enero de 2016, el Archivo Municipal de Silves organizó una exposición sobre el Castillo de Alcantarilha en las Cámaras del Concejo.